# 1754 Cunningham
Az 1754 Cunningham (ideiglenes jelöléssel 1935 FE) egy kisbolygó a Naprendszerben. Eugène Joseph Delporte fedezte fel 1935. március 29-én.